# Sun Children
Sun Children (Originaltitel: persisch خورشید / Khōrshīd, dt.: „Sonne“) ist ein iranischer Spielfilm von Majid Majidi aus dem Jahr 2020. Vier Straßenkinder melden sich auf der Suche nach einem Goldschatz in einer wohltätigen Schule an und erfahren dort Unterstützung, wobei sie das gemeinsame Erlebnis unterschiedlich verändert.
Die Uraufführung im Iran fand am 1. Februar 2020 auf dem Internationalen Fajr-Filmfestival statt. Die internationale Premiere erfolgte am 6. September 2020 im Rahmen des Wettbewerbs der 77. Internationalen Filmfestspiele von Venedig. Der Kinostart in Deutschland war am 5. Mai 2022.

## Handlung
Der zwölfjährige Ali bildet gemeinsam mit seinen Freunden Mamad, Reza und Abolfazl eine Clique in einer nicht namentlich genannten iranischen Großstadt. Mit Hilfsarbeiten in einer Autowerkstatt und Auftragsdiebstählen halten sie sich und ihre Familien über Wasser. Alis Mutter wurde bei einem Wohnungsbrand schwer verletzt und liegt im Krankenhaus, Ali wird der Zutritt verweigert.
Eines Tages wird Ali von Hashem, einem alten Gangsterboss und Taubenzüchter, damit beauftragt, nach einem Goldschatz in den Grüften unter einem Friedhof zu suchen. Er weiht seine Freunde in das Vorhaben ein. Der Zugang zum Schatz führt durch einen unterirdischen Gang, der im Keller der benachbarten Sun School beginnt, einer gemeinnützigen Einrichtung, die Kindern aus prekären Verhältnissen eine kostenlose Schulbildung bietet. Die vier Jungen melden sich als Schüler an, doch da das Schuljahr schon begonnen hat, werden sie erst nach Protestmaßnahmen probeweise für eine Woche aufgenommen.
Ali entdeckt vom Keller aus den schon stark eingefallenen Gang. Mühsam räumen die Jungen ihn in den Pausen und unterrichtsfreien Zeiten frei, ohne aufzufallen. Dabei müssen sie nicht nur einige Schwierigkeiten bewältigen, auch in der Gruppe selbst kommen Konflikte auf. Abolfazl, der im Unterricht hervorragende Leistungen zeigt, ist Afghane und bringt durch diese Aktion seine gesamte Familie in die Gefahr einer Abschiebung. Die Sun School selbst steckt in finanziellen Problemen, da sie sich ohne Schulgeld und ohne öffentliche Unterstützung ausschließlich aus Spenden finanziert und mit der Miete für das Schulhaus im Rückstand ist.
Nach und nach zerfällt die Clique: Fußballtalent Reza wird von der Schule einem Verein empfohlen und entscheidet sich für eine Fußballkarriere, zumal er mit Alis Führungsstil ohnehin nicht zurechtkam. Mamad wird von seinem Vater gewaltsam aus der Schule geholt, um Geld zu verdienen. Abolfazl als hochbegabter Schüler soll an einem Mathematikwettbewerb teilnehmen, doch nachdem seine Schwester Zahra wegen illegaler Verkaufstätigkeit in der U-Bahn festgenommen wurde, beschließt die Familie, geschlossen wieder nach Afghanistan zu ziehen. Die drei verschwinden aus der Geschichte.
Ali arbeitet allein weiter. Er bekommt von Hashem die Information, dass er noch eine Zwischenwand zu einem Nachbarkanal durchbrechen muss, was ihm schließlich gelingt, während das Wasser in den Kanälen wegen eines starken Regens immer weiter ansteigt. Als sich herausstellt, dass der „Schatz“, den er heben soll, in einem Drogenpaket besteht, das ein Kurier hier in einen Kanalschacht geworfen hat, er von Hashem also nur ausgenutzt wurde, bekommt er einen Weinkrampf und schafft es dann gerade noch, sich vom ansteigenden Regenwasser im Kanal zurück in den Keller der Schule spülen zu lassen. Das Schulhaus ist leer und ausgeräumt, die Schule wurde geschlossen.

## Rezeption

### Auszeichnungen
Auf dem Internationalen Fajr-Filmfestival gewann Sun Children die Preise für den besten Film und das beste Drehbuch. Bei den Filmfestspielen von Venedig konkurrierte Majidi erstmals um den Goldenen Löwen, den Hauptpreis des Festivals. Im Rahmen des Internationalen Wettbewerbs wurde Sun Children mit dem Marcello-Mastroianni-Preis für Hauptdarsteller Rouhollah Zamani sowie mit dem Premio Lanterna Magica ausgezeichnet.
Im selben Jahr wurde Majidis Film als iranischer Beitrag für die Kategorie „bester internationaler Film“ bei der Oscarverleihung 2021 ausgewählt. Im Februar 2021 gelangte Sun Children in die 15 Titel umfassende Vorauswahl. Darüber hinaus gelangte der Film auch in die Vorauswahl für die Golden Globe Awards 2021 („Bester fremdsprachiger Film“), wurde aber nicht nominiert.
Ausgezeichnet mit dem Prädikat „Besonders Wertvoll“ der Deutschen Film- und Medienbewertung. Darüber hinaus mit 4,5 von 5 Sternen von der Jugend Filmjury honoriert.

### Kritik
Der Film wird durchgehend gelobt. Hervorgehoben wird neben der überzeugenden Arbeit des Hauptdarstellers Zamani die authentische Darstellung der Lebenssituation der Straßenkinder. Die im Grunde düstere Geschichte ohne Happy End sei gekonnt mit kleinen Glücksmomenten ausbalanciert: der schüchternen Verliebtheit Alis in Zahra, dem Fliegenlassen der Tauben, dem Engagement, mit dem die Sun-Schüler sich für ihre Schule einsetzen, wenn auch letztlich erfolglos. Der Film sei allen Straßenkindern der Welt gewidmet, indem er sie ernst nehme, sie weder verurteile noch romantisiere.

## Verweise
- Khorshid (Sun Children) bei der Biennale di Venezia (englisch)
- Sun Children bei IMDb